# 8.ª etapa del Giro de Italia 2022
La 8.ª etapa del Giro de Italia 2022 tuvo lugar el 14 de mayo de 2022 con inicio y final en Nápoles sobre un recorrido de 153 km. El vencedor fue el belga Thomas de Gendt del equipo Lotto Soudal y el español Juan Pedro López consiguió mantener el liderato.

## Clasificación de la etapa
| Nápoles - Nápoles | etapa escarpada | (153 km) |

| \| Clasificación de la etapa \| Clasificación de la etapa \| Clasificación de la etapa \| Clasificación de la etapa \| Clasificación de la etapa \| \| Ciclista \| Ciclista \| Equipo \| Tiempo \| \| \| ------------------------- \| ------------------------- \| ---------------------------------- \| ------------------------- \| ------------------------- \| \| 1.º \| Thomas de Gendt \| Lotto-Soudal \| 3 h 32 min 53 s \| \| \| 2.º \| Davide Gabburo \| Bardiani CSF Faizanè \| + 0 s \| \| \| 3.º \| Jorge Arcas \| Movistar Team \| + 0 s \| \| \| 4.º \| Harm Vanhoucke \| Lotto-Soudal \| + 4 s \| \| \| 5.º \| Biniam Girmay \| Intermarché-Wanty-Gobert Matériaux \| + 15 s \| \| \| 6.º \| Mauro Schmid \| Quick-Step Alpha Vinyl \| + 15 s \| \| \| 7.º \| Mathieu van der Poel \| Alpecin-Fenix \| + 15 s \| \| \| 8.º \| Wout Poels \| Bahrain Victorious \| + 33 s \| \| \| 9.º \| Guillaume Martin \| Cofidis \| + 33 s \| \| \| 10.º \| Fabio Felline \| Astana Qazaqstan Team \| + 2 min 56 s \| \| |                      |                                    |                 |
| |                      |                                    |                 |
| Fuente: ProCyclingStats |                      |                                    |                 |
| Clasificación de la etapa |                      |                                    |                 |
| Ciclista | Ciclista             | Equipo                             | Tiempo          |
| 1.º | Thomas de Gendt      | Lotto-Soudal                       | 3 h 32 min 53 s |
| 2.º | Davide Gabburo       | Bardiani CSF Faizanè               | + 0 s           |
| 3.º | Jorge Arcas          | Movistar Team                      | + 0 s           |
| 4.º | Harm Vanhoucke       | Lotto-Soudal                       | + 4 s           |
| 5.º | Biniam Girmay        | Intermarché-Wanty-Gobert Matériaux | + 15 s          |
| 6.º | Mauro Schmid         | Quick-Step Alpha Vinyl             | + 15 s          |
| 7.º | Mathieu van der Poel | Alpecin-Fenix                      | + 15 s          |
| 8.º | Wout Poels           | Bahrain Victorious                 | + 33 s          |
| 9.º | Guillaume Martin     | Cofidis                            | + 33 s          |
| 10.º | Fabio Felline        | Astana Qazaqstan Team              | + 2 min 56 s    |

## Clasificaciones al final de la etapa

### Clasificación general(Maglia Rosa)
| \| Clasificación general \| Clasificación general \| Clasificación general \| Clasificación general \| Clasificación general \| \| Ciclista \| Ciclista \| Equipo \| Tiempo \| \| \| --------------------- \| --------------------- \| ---------------------------------- \| --------------------- \| --------------------- \| \| 1.º \| Juan Pedro López \| Trek-Segafredo \| 32 h 15 min 31 s \| \| \| 2.º \| Lennard Kämna \| Bora-Hansgrohe \| + 38 s \| \| \| 3.º \| Rein Taaramäe \| Intermarché-Wanty-Gobert Matériaux \| + 58 s \| \| \| 4.º \| Guillaume Martin \| Cofidis \| + 1 min 06 s \| \| \| 5.º \| Simon Yates \| BikeExchange-Jayco \| + 1 min 42 s \| \| \| 6.º \| Mauri Vansevenant \| Quick-Step Alpha Vinyl \| + 1 min 47 s \| \| \| 7.º \| Wilco Kelderman \| Bora-Hansgrohe \| + 1 min 55 s \| \| \| 8.º \| João Almeida \| UAE Team Emirates \| + 1 min 58 s \| \| \| 9.º \| Pello Bilbao \| Bahrain Victorious \| + 2 min 00 s \| \| \| 10.º \| Richie Porte \| Ineos Grenadiers \| + 2 min 04 s \| \| |                   |                                    |                  |
| |                   |                                    |                  |
| Fuente: ProCyclingStats |                   |                                    |                  |
| Clasificación general |                   |                                    |                  |
| Ciclista | Ciclista          | Equipo                             | Tiempo           |
| 1.º | Juan Pedro López  | Trek-Segafredo                     | 32 h 15 min 31 s |
| 2.º | Lennard Kämna     | Bora-Hansgrohe                     | + 38 s           |
| 3.º | Rein Taaramäe     | Intermarché-Wanty-Gobert Matériaux | + 58 s           |
| 4.º | Guillaume Martin  | Cofidis                            | + 1 min 06 s     |
| 5.º | Simon Yates       | BikeExchange-Jayco                 | + 1 min 42 s     |
| 6.º | Mauri Vansevenant | Quick-Step Alpha Vinyl             | + 1 min 47 s     |
| 7.º | Wilco Kelderman   | Bora-Hansgrohe                     | + 1 min 55 s     |
| 8.º | João Almeida      | UAE Team Emirates                  | + 1 min 58 s     |
| 9.º | Pello Bilbao      | Bahrain Victorious                 | + 2 min 00 s     |
| 10.º | Richie Porte      | Ineos Grenadiers                   | + 2 min 04 s     |

### Clasificación por puntos(Maglia Ciclamino)
| Clasificación por puntos | Clasificación por puntos | Clasificación por puntos           | Clasificación por puntos | Clasificación por puntos |
| Ciclista                 | Ciclista                 | Equipo                             | Puntos                   |                          |
| ------------------------ | ------------------------ | ---------------------------------- | ------------------------ | ------------------------ |
| 1.º                      | Arnaud Démare            | Groupama-FDJ                       | 147 pts                  |                          |
| 2.º                      | Biniam Girmay            | Intermarché-Wanty-Gobert Matériaux | 120 pts                  |                          |
| 3.º                      | Mark Cavendish           | Quick-Step Alpha Vinyl             | 78 pts                   |                          |
| 4.º                      | Mathieu van der Poel     | Alpecin-Fenix                      | 72 pts                   |                          |
| 5.º                      | Fernando Gaviria         | UAE Team Emirates                  | 54 pts                   |                          |
| 6.º                      | Giacomo Nizzolo          | Israel-Premier Tech                | 54 pts                   |                          |
| 7.º                      | Thomas de Gendt          | Lotto-Soudal                       | 51 pts                   |                          |
| 8.º                      | Filippo Tagliani         | Drone Hopper-Androni Giocattoli    | 45 pts                   |                          |
| 9.º                      | Caleb Ewan               | Lotto-Soudal                       | 43 pts                   |                          |
| 10.º                     | Davide Gabburo           | Bardiani CSF Faizanè               | 38 pts                   |                          |

### Clasificación de la montaña(Maglia Azzurra)
| Clasificación de la montaña | Clasificación de la montaña | Clasificación de la montaña        | Clasificación de la montaña | Clasificación de la montaña |
| Ciclista                    | Ciclista                    | Equipo                             | Puntos                      |                             |
| --------------------------- | --------------------------- | ---------------------------------- | --------------------------- | --------------------------- |
| 1.º                         | Koen Bouwman                | Jumbo-Visma                        | 68 pts                      |                             |
| 2.º                         | Lennard Kämna               | Bora-Hansgrohe                     | 43 pts                      |                             |
| 3.º                         | Wout Poels                  | Bahrain Victorious                 | 27 pts                      |                             |
| 4.º                         | Davide Formolo              | UAE Team Emirates                  | 25 pts                      |                             |
| 5.º                         | Bauke Mollema               | Trek-Segafredo                     | 20 pts                      |                             |
| 6.º                         | Mirco Maestri               | Eolo-Kometa                        | 18 pts                      |                             |
| 7.º                         | Juan Pedro López            | Trek-Segafredo                     | 18 pts                      |                             |
| 8.º                         | Rein Taaramäe               | Intermarché-Wanty-Gobert Matériaux | 12 pts                      |                             |
| 9.º                         | Tom Dumoulin                | Jumbo-Visma                        | 11 pts                      |                             |
| 10.º                        | Sylvain Moniquet            | Lotto-Soudal                       | 9 pts                       |                             |

### Clasificación de los jóvenes(Maglia Bianca)
| Clasificación del mejor joven | Clasificación del mejor joven | Clasificación del mejor joven | Clasificación del mejor joven | Clasificación del mejor joven |
| Ciclista                      | Ciclista                      | Equipo                        | Tiempo                        |                               |
| ----------------------------- | ----------------------------- | ----------------------------- | ----------------------------- | ----------------------------- |
| 1.º                           | Juan Pedro López              | Trek-Segafredo                | 32 h 15 min 31 s              |                               |
| 2.º                           | Mauri Vansevenant             | Quick-Step Alpha Vinyl        | + 1 min 47 s                  |                               |
| 3.º                           | João Almeida                  | UAE Team Emirates             | + 1 min 58 s                  |                               |
| 4.º                           | Thymen Arensman               | Team DSM                      | + 2 min 15 s                  |                               |
| 5.º                           | Santiago Buitrago             | Bahrain Victorious            | + 2 min 18 s                  |                               |
| 6.º                           | Iván Ramiro Sosa              | Movistar Team                 | + 3 min 05 s                  |                               |
| 7.º                           | Pavel Sivakov                 | Ineos Grenadiers              | + 3 min 14 s                  |                               |
| 8.º                           | Tobias Foss                   | Jumbo-Visma                   | + 4 min 14 s                  |                               |
| 9.º                           | Gijs Leemreize                | Jumbo-Visma                   | + 5 min 19 s                  |                               |
| 10.º                          | Felix Gall                    | AG2R Citroën Team             | + 6 min 48 s                  |                               |

### Clasificación por equipos"Súper team"
| Clasificación por equipos | Clasificación por equipos          | Clasificación por equipos | Clasificación por equipos |
| Equipo                    | Equipo                             | Tiempo                    |                           |
| ------------------------- | ---------------------------------- | ------------------------- | ------------------------- |
| 1.º                       | Intermarché-Wanty-Gobert Matériaux | 96 h 49 min 05 s          |                           |
| 2.º                       | Trek-Segafredo                     | + 51 s                    |                           |
| 3.º                       | Bora-Hansgrohe                     | + 1 min 01 s              |                           |
| 4.º                       | Bahrain Victorious                 | + 1 min 04 s              |                           |
| 5.º                       | Jumbo-Visma                        | + 2 min 01 s              |                           |
| 6.º                       | Ineos Grenadiers                   | + 4 min 22 s              |                           |
| 7.º                       | BikeExchange-Jayco                 | + 4 min 27 s              |                           |
| 8.º                       | Movistar Team                      | + 7 min 05 s              |                           |
| 9.º                       | Cofidis                            | + 9 min 27 s              |                           |
| 10.º                      | Astana Qazaqstan Team              | + 10 min 07 s             |                           |

## Abandonos
- Simon Carr (EF Education-EasyPost) no tomó la salida.[2]